# Pleurocyphoniscus karawankianus
Pleurocyphoniscus karawankianus is een pissebed uit de familie Trichoniscidae. De wetenschappelijke naam van de soort is voor het eerst geldig gepubliceerd in 1908 door Karl Wilhelm Verhoeff.